# Celastrina evansi
Celastrina evansi är en fjärilsart som beskrevs av Lambertus Johannes Toxopeus 1927. Celastrina evansi ingår i släktet Celastrina och familjen juvelvingar. Inga underarter finns listade i Catalogue of Life.